# تياغو ألكانتارا
تياغو ألكانتارا دو ناسيمنتو (بالإسبانية: Thiago Alcântara do Nascimento؛ مواليد 11 أبريل 1991) المعروف بـ تياغو (تلفظ بالإسبانية: ‎/ˈtjaɣo/‏؛ تلفظ برتغالي: ‎/tʃiˈaɡu/‏)، هو لاعب كرة قدم إسباني سابق كان يلعب في مركز الوسط مع نادي ليفربول في الدوري الإنجليزي الممتاز وكذلك مع منتخب إسبانيا لكرة القدم.
ولد في إيطاليا لوالدين برازيليين، وكان والده مازينيو لاعب كرة قدم سابق وبطل كأس العالم لعب مع ليتشي في الدوري الإيطالي، وانضم إلى نادي برشلونة عندما كان يبلغ من العمر 14 عامًا، وشارك لأول مرة مع الفريق في عام 2009. بعد فوزه بألقاب من ضمنها أربعة ألقاب في الدوري الإسباني، ودوري أبطال أوروبا وكأس العالم للأندية مع برشلونة، وقع معه بايرن ميونخ مقابل 25 مليون يورو في عام 2013. في بايرن، فاز بـ16 لقب، من ضمنها الدوري الألماني في كل من مواسمه السبعة الأولى ودوري أبطال أوروبا في عام 2020 كجزء من الثلاثية. وفي سبتمبر 2020، انتقل إلى ليفربول.
بعد مساعدة إسبانيا في البطولات الأوروبية تحت 19 سنة وتحت 21 سنة، شارك لأول مرة دوليًا في عام 2011. كان جزءًا من الفريق المؤقت لإسبانيا في كأس العالم 2014 لكنه انسحب بسبب إصابة في الركبة. تم اختيار تياغو للمشاركة في بطولة أمم أوروبا 2016 وكأس العالم 2018.

## مسيرته الكروية

### مسيرته المبكرة
وُلد تياغو في سان بييترو فيرنوتيكو بإيطاليا، عندما كان والده مازينهو (لاعب المنتخب البرازيلي من 1989 إلى 1994) يلعب في نادي ليتشي. بدأ في المستويات الدنيا من نادي فلامنغو في البرازيل، وانتقل في سن الخامسة إلى إسبانيا مع والده، وبدأ اللعب مع فريق غاليسيا يوريكا في نيغران. في عام 2001، لعب مع نادي كيلمي عندما كان يلعب والده مع نادي إلتشي. عاد إلى فلامنغو في سن العاشرة، وفي عام 2005، عاد مرة أخرى إلى إسبانيا، ووقع مع نادي برشلونة، حيث كان يلعب أيضًا ابن عمه مارييلو دوس سانتوس.

### برشلونة

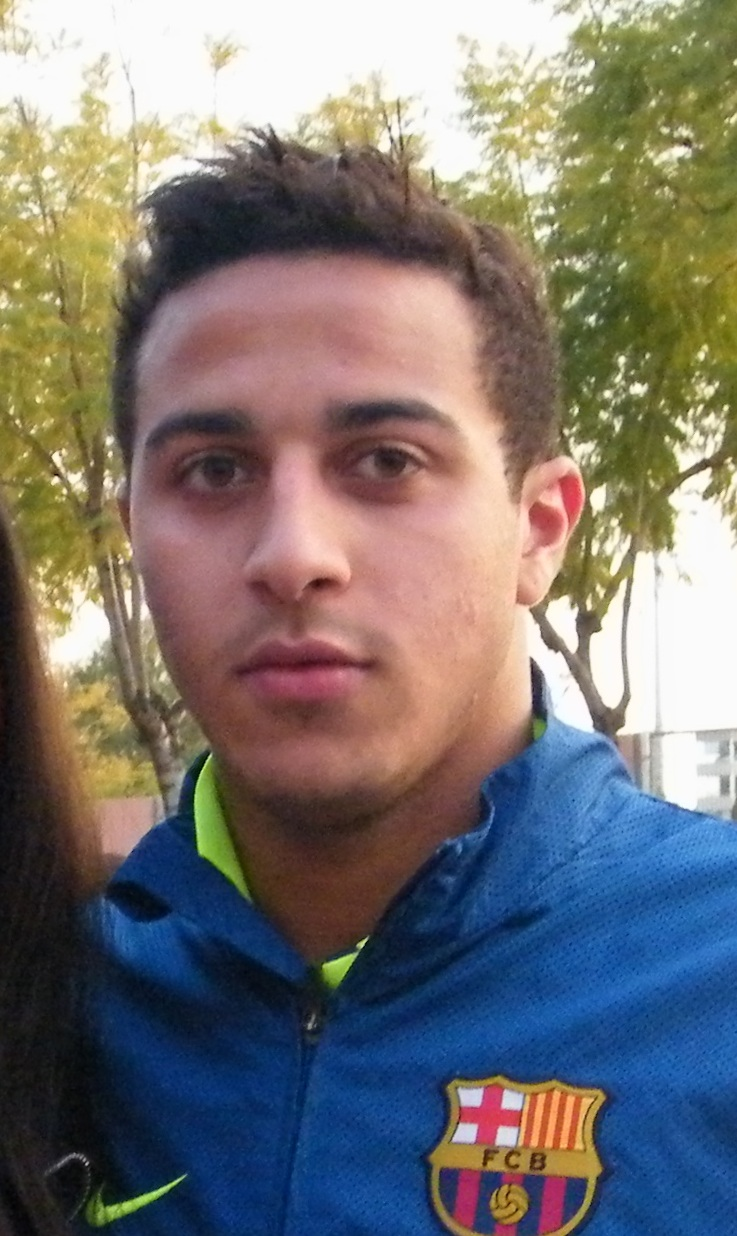
تياغو يلتقط صورة مع أحد المعجبات في عام 2010

في 17 مايو 2009، بعمر 18 عامًا، شارك تياغو لأول مرة مع الفريق الأول عندما دخل كبديل عن إيدور غوديونسن في الدقيقة 74 من مباراة ضد مايوركا وهذه هي مشاركته الوحيدة هذا الموسم. برشلونة، بعد أن فاز بالدوري بالفعل، خسر 1–2.
في 20 فبراير 2010، بعد أن حل بديلاً عن يحيى توريه في الدقيقة 76، سجل تياغو هدفه الأول لبرشلونة في الفوز 4–0 على أرضه ضد راسينغ سانتاندير. سجل هدفه الثالث ضد ريال سوسيداد في بداية المباراة في 29 أبريل، على الرغم من خسارة برشلونة 2–1. أنهى موسم 2010–11 بـ17 مباراة وثلاثة أهداف وثلاث تمريرات حاسمة، وكان بديلاً غير لم يشارك حيث فاز برشلونة بنهائي دوري أبطال أوروبا 2011 ضد مانشستر يونايتد على ملعب ويمبلي.
بدأ تياغو موسم 2011–12 بالمشاركة في مباراة الذهاب من مباراة السوبر الإسباني ضد الغريم ريال مدريد، حيث تم استبداله بتشافي بعد 58 دقيقة، وكان بديلاً لم يشارك حيث انتصر فريقه على نادي بورتو في كأس السوبر الأوروبي 2011. ثم سجل في أول مباراة لبرشلونة في الدوري الإسباني لهذا الموسم بفوزه 5–0 على أرضه ضد فياريال. في 18 ديسمبر، شارك كأساسي عندما فاز برشلونة 4–0 في نهائي كأس العالم للأندية على ملعب يوكوهاما الدولي. سجل تياغو أيضًا هدف برشلونة الخامس في الفوز 7–0 على رايو فايكانو في 29 أبريل من رأسية من مسافة قريبة.

### بايرن ميونخ

#### موسم 2013–14
في 14 يوليو 2013، وقع تياغو في صفقة لمدة أربع سنوات مع نادي بايرن ميونخ الألماني مقابل 25 مليون يورو. سيدفع بايرن 20 مليون يورو لبرشلونة مباشرة مع تغطية الباقي من عائدات مباراة ودية ستقام بين الفريقين في وقت ما في السنوات الأربع التالية وتنازل تياغو عن بعض الأموال المستحقة له على برشلونة. جاء الانتقال على الرغم من أن العقد الجديد الذي منحه برشلونة لتياغو في عام 2011 والذي حدد بند الشرط الجزائي عند 90 مليون يورو. فشل برشلونة في الوفاء ببنود العقد المتعلقة بوقت اللعب الذي يجب أن يحصل عليه تياغو، ونتيجة لذلك انخفض بند شراء اللاعب إلى 18 مليون يورو. قال بيب غوارديولا، المدير الفني الجديد لبايرن، قبل انتقال تياغو إلى بايرن ميونيخ: "تحدثت إلى النادي وأخبرتهم عن فكرتي وأخبرتهم لماذا أريد تياغو. إنه اللاعب الوحيد الذي أريده. سيكون هو أو لا أحد'.
شارك تياغو لأول مرة مع بايرن ميونيخ في مباراة الهزيمة 4–2 أمام غريمهم بوروسيا دورتموند في كأس السوبر الألماني 2013 في 27 يوليو.[بحاجة لمصدر] شارك لأول مرة في الدوري الألماني بفوزه 0–1 على آينتراخت فرانكفورت في 11 أغسطس 2013.
في 21 ديسمبر 2013، سجل هدفه الرسمي الأول مع بايرن ميونخ، في نهائي كأس العالم للأندية 2013 ضد الرجاء الرياضي المغربي، ليحقق الفوز 2–0 للنادي الألماني. في 29 يناير 2014، سجل هدفه الأول في الدوري الألماني، وكان هدف الفوز بركلة مقصية في الوقت المحتسب بدل الضائع ضد نادي شتوتغارت، وتم التصويت عليه كأفضل هدف في الشهر. [22] كما صنع هدف كلاوديو بيتزارو الأول لبايرن في الفوز 2–1. بعد أربعة أيام، في مباراة ضد آينتراخت فرانكفورت، سجل رقما قياسيا في الدوري الألماني بـ185 لمسة من للكرة. في 23 فبراير، في الفوز 4–0 على هانوفر 96، سجل تياغو هدفه الثاني والأخير في موسم البوندسليجا. انتهى موسمه بسبب تمزق في أربطة الركبة ضد هوفنهايم بعد ستة أيام، على الرغم من أن بايرن واصل الفوز بالدوري والكأس. أنهى الموسم بهدفين في 16 مباراة في الدوري الألماني، مباراتين في كأس ألمانيا، أربع مباريات في دوري أبطال أوروبا، هدف في كأس العالم للأندية، ومباراة في السوبر الألماني.

#### موسم 2014–15

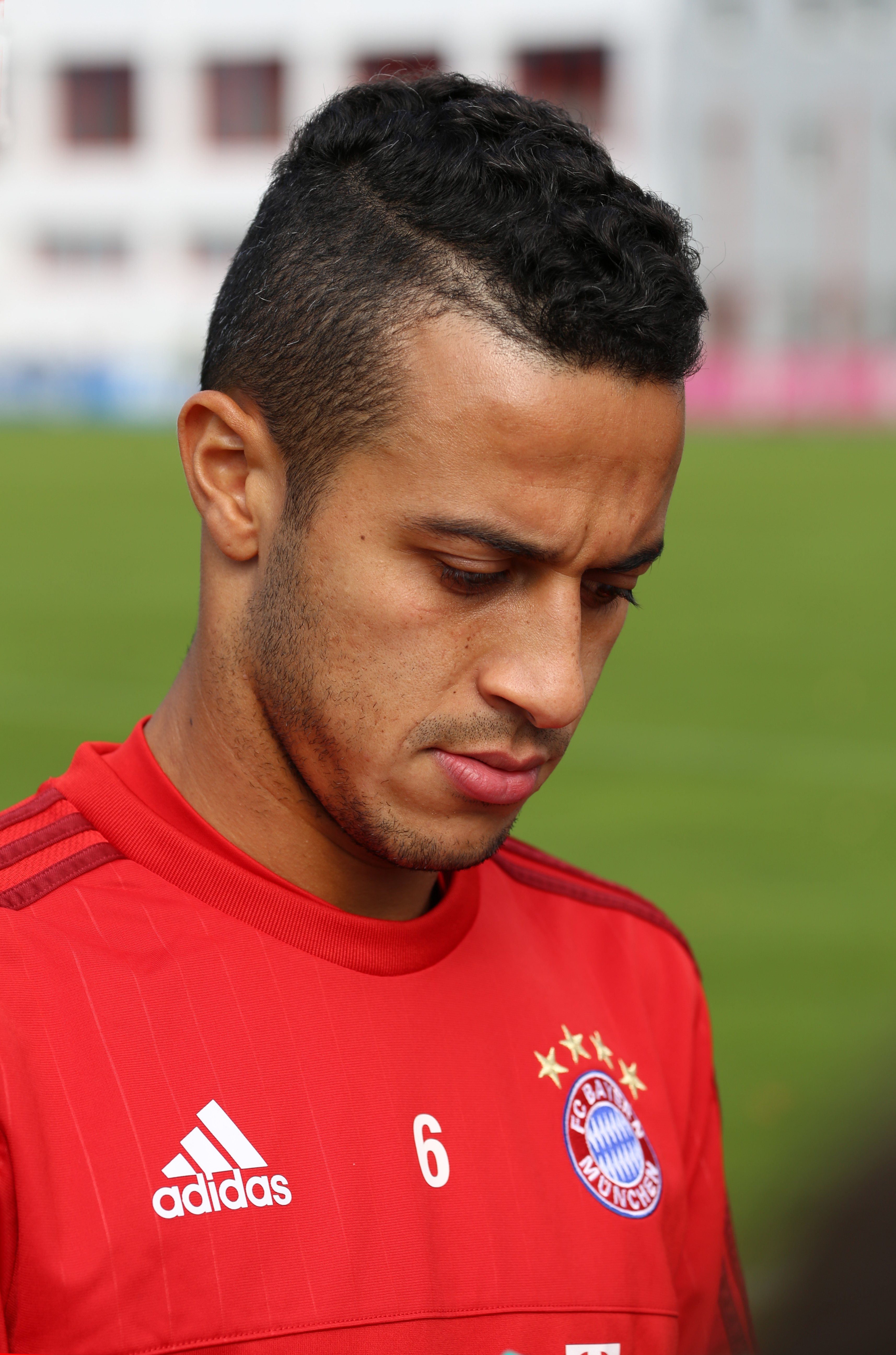
تياغو في جلسة تدريبية مع بايرن في عام 2015

بعد أكثر من عام من الإصابة، عاد تياغو في 4 أبريل 2015، ليحل محل فيليب لام في آخر 21 دقيقة من الفوز 1–0 على بوروسيا دورتموند. بعد أربعة أيام، دخل كبديل عن لام مرة أخرى في ربع نهائي كأس ألمانيا ضد باير ليفركوزن، وسجل هدف الفوز في ركلات الترجيح بعد التعادل السلبي. في 15 أبريل، سجل هدفاً في ذهاب ربع نهائي دوري أبطال أوروبا خارج أرضه أمام بورتو، في مباراة الهزيمة 1–3. بعد ستة أيام، تلقى عرضية من خوان بيرنات سجلها هدف رأسه ليحقق الهدف الافتتاحي في الفوز 6–1 ليقلب تأخره في مباراة الذهاب أمام بورتو، مما ساعد بايرن على التأهل إلى نصف نهائي دوري أبطال أوروبا. في 26 أبريل، بعد خسارة فولفسبورغ أمام بوروسيا مونشنغلادباخ، فاز تياغو بلقبه الثاني في الدوري الألماني مع بايرن. أنهى الموسم بهدفين في 13 مباراة.

#### موسم 2015–16
في 27 أغسطس 2015، وقع تياغو عقدًا جديدًا لمدة أربع سنوات مع بايرن. في 10 فبراير 2016، ساهم بهدف في الفوز 3–0 على بوخوم في مباراة ربع النهائي في كأس ألمانيا. سجل هدفين في الفوز 5–0 على أرضه ضد فيردر بريمن في 12 مارس. في 17 مارس، سجل تياغو هدفًا في العودة الرائعة ضد يوفنتوس حيث عاد فريقه من التأخر 2–0 للفوز 4–2 في دور الستة عشر لدوري أبطال أوروبا. أنهى الموسم بأربعة أهداف وسبع تمريرات حاسمة. بالإضافة إلى اللعب في كأس السوبر الألماني، سجل تياغو هدفين في 27 مباراة في الدوري الألماني، وسجل هدف في خمس مباريات في كأس ألمانيا، وهدف في تسع مباريات في دوري أبطال أوروبا.

#### موسم 2016–17
بدأ تياغو الموسم تحت قيادة المدرب الجديد للنادي كارلو أنشيلوتي بالفوز بكأس السوبر الألماني بنتيجة 2–0 على الغريم بوروسيا دورتموند في 15 أغسطس 2016. في 21 سبتمبر، سجل هدفه الأول لهذا الموسم بفوزه 3–0 على هرتا برلين. ساهم تياغو بهدف واحد وصناعة واحدة في الفوز 3–0 على آر بي لايبزيغ وتم اختياره أفضل لاعب في المباراة في 22 ديسمبر. في 16 فبراير 2017، سجل هدفين وصنع هدف واحد عندما فاز بايرن على أرسنال بفوزه بنتيجة 5–1 في ذهاب دور الستة عشر لدوري أبطال أوروبا. في 28 أبريل، وقع عقدًا جديدًا لمدة أربع سنوات حتى عام 2021. سجل تسعة أهداف وصنع تسعة أهداف طوال الموسم.

#### موسم 2017–18
لم يتمكن تياغو من لعب أول مباراة رسمية لناديه في هذا الموسم بسبب الإصابة، والتي كانت كأس السوبر الألماني حيث فاز بايرن على بوروسيا دورتموند 5–4 بركلات الترجيح في 6 أغسطس 2017. في 26 أكتوبر، سجل هدف التعادل ضد آر بي لايبزيغ ليجعل النتيجة 1–1، وفي وقت لاحق حقق بايرن الفوز 5–4 بركلات الترجيح بمباراة الدور الثاني من كأس ألمانيا. في 23 نوفمبر، تم استبداله في الدقيقة 44 من المباراة حيث تعرض لإصابة خطيرة في عضلات فخذه في فوز بايرن 2–1 خارج أرضه على أندرلخت في مباراة دور المجموعات بدوري أبطال أوروبا وأكده يوب هاينكس المدير الفني لناديه أنه سيغيب لفترة طويلة من الزمن. عاد تياغو إلى التشكيلة الأساسية وشارك لأول مرة منذ إصابته في نوفمبر في الفوز 2–1 خارج أرضه على فولفسبورغ في 17 فبراير 2018. في 4 أبريل، سجل هدفًا برأسية ضمنت لبايرن ميونيخ الفوز 2–1 خارج أرضه على إشبيلية في مباراة الذهاب من ربع نهائي دوري أبطال أوروبا. أنهى الموسم بسبعة أهداف في 31 مباراة.

#### موسم 2018–19
في 12 أغسطس 2018، لعب تياغو أول مباراة تنافسية لهذا الموسم تحت قيادة مدير النادي الجديد نيكو كوفاتش وسجل أيضًا هدفًا في الفوز 5–0 على آينتراخت فرانكفورت حيث فاز بايرن بكأس السوبر الألماني 2018.
في 18 مايو 2019، فاز تياغو بلقب الدوري الألماني للمرة السادسة على التوالي حيث أنهى بايرن فريقه بفارق نقطتين عن دورتموند برصيد 78 نقطة. بعد أسبوع، فاز تياغو بثاني ألقابه في كأس ألمانيا حيث فاز بايرن على آر بي لايبزيغ 3–0 في نهائي كأس ألمانيا 2019. أنهى الموسم بثلاثة أهداف في 42 مباراة.
وسط تكهنات إعلامية كثيفة تربطه بانتقال محتمل إلى ليفربول، شارك تياغو مع بايرن في ربع نهائي دوري أبطال أوروبا ضد فريقه السابق، حيث شارك في هزيمتهم 8–2.

#### موسم 2019–20
وسط تكهنات إعلامية كثيفة تربطه بانتقال محتمل إلى ليفربول، لعب تياغو لبايرن في ربع نهائي دوري أبطال أوروبا ضد فريقه السابق برشلونة، وشارك في هزيمة الكتلان بنتيجة تاريخية 8–2. شارك تياغو كأساسي مع بايرن في نهائي دوري أبطال أوروبا 2020 ضد باريس سان جيرمان، حيث لعب 86 دقيقة قبل استبداله، حيث فاز بايرن بدوري أبطال أوروبا للمرة السادسة، وأكمل الثلاثية، بعد أن فاز في وقت سابق بالدوري الألماني وهزم باير ليفركوزن في نهائي كأس ألمانيا.

### ليفربول

#### 2020–2021: أداء مبهر
في 18 سبتمبر 2020، أعلن ليفربول عن توقيع تياغو على عقد طويل الأمد. بلغت قيمة الصفقة 20 مليون جنيه إسترليني، مع إمكانية إضافة 5 ملايين جنيه إسترليني كمتغيرات.
ظهر تياغو لأول مرة مع ليفربول في 20 سبتمبر، حيث خرج من مقاعد البدلاء في الشوط الأول حيث فاز ليفربول 2–0 ضد تشيلسي على ملعب ستامفورد بريدج. مع 75 تمريرة ناجحة، حصل تياغو على أكبر عدد من التمريرات التي قام بها لاعب لعب لمدة 45 دقيقة فقد في الدوري الإنجليزي الممتاز منذ أن بدأت أوبتا سبورت في إنتاج إحصائيات التمرير في عام 2003. وقد سجل الرقم القياسي الجديد لمعظم التمريرات في 45 دقيقة كبديل لصالح تياغو. في 29 سبتمبر، أكد ليفربول إيجابية مسحة إصابة تياغو ب‍فيروس كورونا.
في 17 أكتوبر 2020، لعب تياجو مباراته الثانية مع ليفربول في تعادل خارج أرضه 2–2 فيديربي الميرسيسايد أمام نادي إيفرتون. عانى من إصابة في الركبة قرب نهاية المباراة حيث قام ريتشارليسون بتدخل عنيف عليه والذي منحه الحكم بطاقة حمراء مباشرة بعد هذا التدخل. انهى تياجو بلعب الدقائق القليلة الأخيرة من المباراة. لن يقدر أن يلعب مرة أخرى لعدة أشهر. في 30 ديسمبر، عاد مرة أخرى كبديل في مباراة انتهت بنتيجة 0–0 أمام نيوكاسل يونايتد. في 8 مايو 2021 ، سجل تياجو هدفه الأول لليفربول ليحقق الفوز 2-0 على أرضه في الدوري على نادي ساوثهامبتون.
في 24 نوفمبر 2021، قطع تياجو الكرة ليسدد ضربة من 25 ياردة والتي سجل منها هدف رائع (هدفه الأول في ليفربول موسم 2021–22) في فوز 2–0 على ملعب ليفربول ضد  نادي بورتو في مرحلة المجموعات من دوري أبطال أوروبا.

#### 2022: بداية البطولات
في 27 فبراير 2022، فاز تياغو بأول بطولة له مع نادي ليفربول في فوز 11–10 بركلات الترجيح على نادي تشيلسي في نهائي كأس رابطة الأندية الإنجليزية المحترفة 2021–22  بعد المباراة انتهت بنتيجة 0–0، ولكن تعرض تياغو لإصابة في فترة الإحماء لذلك تم استبداله ب‍نابي كيتا. لم يظهر تياجو مرة واحدة في مباراة من مباريات الكأس.
في 14 مايو 2022، لعب تياغو مع ليفربول في نهائي كأس الاتحاد الإنجليزي 2022، حيث فاز على تشيلسي بفوزه 5–6 بركلات الترجيح بعد انتهاء المباراة 0–0. سجل تياجو ركلة الجزاء كما حصل على البطولة الثانية له منذ انضمامه إلى ليفربول. في 17 مايو 2022، اختير تياغو أفضل لاعب في ليفربول لشهر أبريل 2022.
في 30 يوليو 2022، كان تياغو ضمن التشكيلة الأساسية التي فازت على مانشستر سيتي وبالتالي الفوز ب‍درع الاتحاد الإنجليزي.

## مسيرته الدولية

تياغو يستعد لتنفيذ ركلة ركنية في مباراة دولية تحت 21 سنة 2011

### الشباب
شارك في بطولة أوروبا تحت 17 سنة 2008 مع إسبانيا، مما ساعد بلاده على الفوز في نهاية المطاف في البطولة، وسجل في المباراة النهائية. كان تياغو حاضرًا دائمًا خلال مباريات فوز إسبانيا بلقب بطولة أمم أوروبا تحت 21 سنة 2011، وسجل الهدف الثاني في الفوز 2–0 عن طريق ضربة حرة من على بعد 40 ياردة في المباراة النهائية ضد سويسرا. حصل على جائزة رجل المباراة النهائية.
في 18 يونيو 2013، سجل هاتريك في نهائي بطولة أوروبا تحت 21 سنة 2013، حيث هزمت إسبانيا إيطاليا 4–2 لتفوز بلقبها الرابع.

### المنتخب الأول
شارك لأول مرة مع منتخب إسبانيا الأول في مباراة ودية ضد إيطاليا في 10 أغسطس 2011، بينما كانت أول مباراة تنافسية له في 6 سبتمبر 2011، في مباراة تصفيات بطولة أمم أوروبا 2012 والتي انتهت بالفوز 6–0 ضد ليختنشتاين. بسبب الإصابة غاب عن بطولة أمم أوروبا 2012 ودورة الالعاب الاولمبية الصيفية 2012 في لندن.
تم اختيار تياغو في تشكيلة أسبانيا المؤقتة المكونة من 30 لاعبًا للمشاركة في كأس العالم 2014 في 13 مايو من ذلك العام. ومع ذلك، بعد يومين، انسحب من الفريق بسبب إصابة في أربطة الركبة أصيب بها أثناء اللعب مع بايرن في مارس. وقال كارل–هاينتس رومنيغه الرئيس التنفيذي لبايرن ميونيخ: «شاب أراد العودة إلى كأس العالم وفجأة تحطمت أحلامه. سنعتني به الآن ونتأكد من أنه جاهز في بداية الموسم».
في 2 أكتوبر 2015، مع تأكيد مكانته الفريق بالبطولة، تمت إعادة استدعاء تياغو من قبل المدرب فيسنتي ديل بوسكي لأول مرة منذ إصابته، وبعد عشرة أيام شارك في الفوز بتصفيات بطولة أمم أوروبا 2016 خارج أرضه على أوكرانيا.[بحاجة لمصدر] في 6 أكتوبر 2017، سجل هدفه الأول مع منتخب بلاده في الدقيقة 26 ضد ألبانيا في تصفيات كأس العالم 2018.
في مايو 2018، تم اختياره في تشكيلة إسبانيا المكونة من 24 لاعبًا للمباريات التمهيدية لكأس العالم 2018 في روسيا. تم اختيار تياغو في التشكيلة النهائية المكونة من 23 لاعبًا للمشاركة في كأس العالم 2018. شارك تياغو في مباراتين ضد البرتغال والمغرب.في مايو 2021، تم ضم تياغو إلى تشكيلة إسبانيا المكونة من 24 لاعبًا في بطولة أمم أوروبا 2020.

## أسلوب لعبه

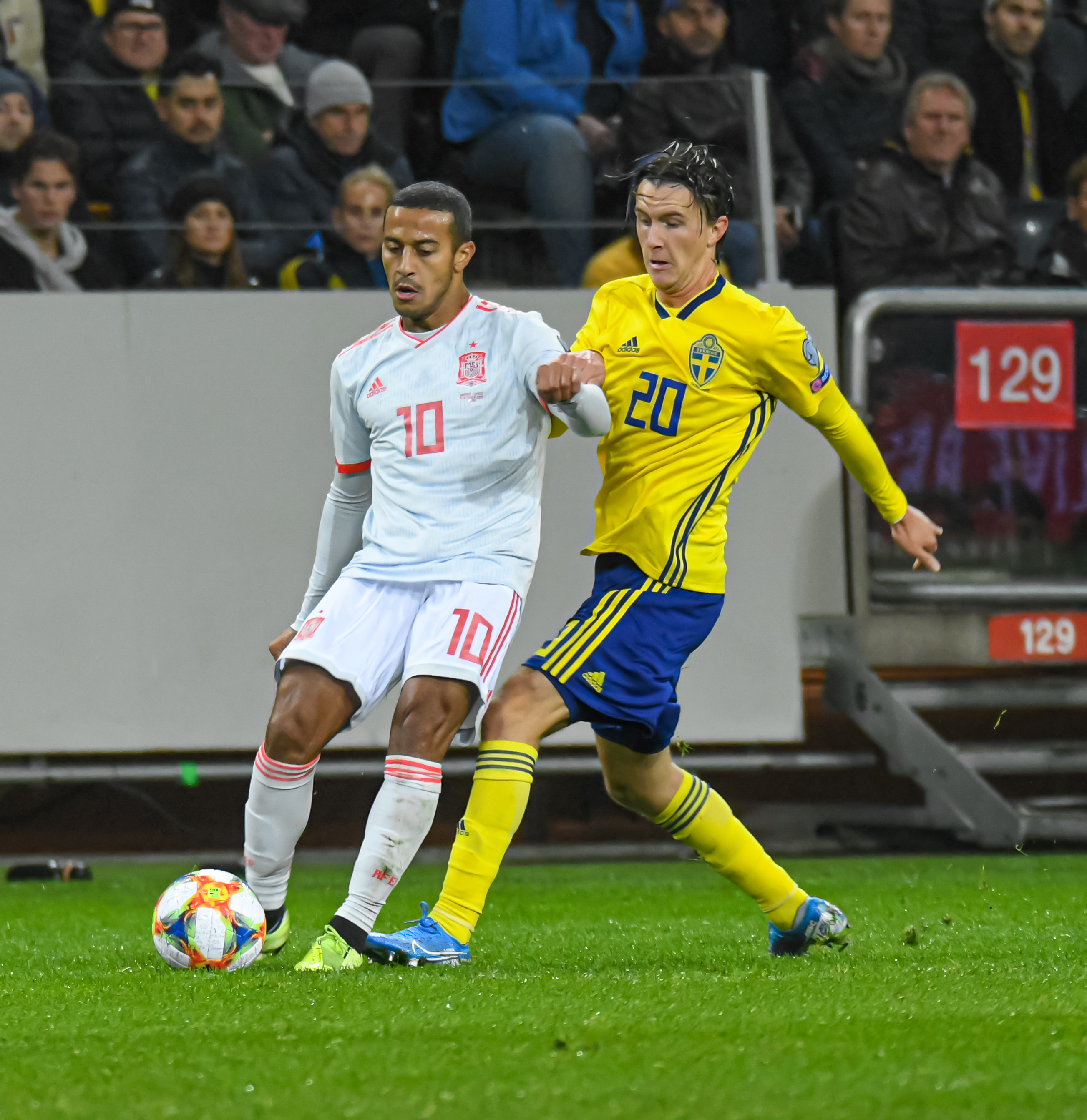
تصفيات كأس الأمم الأوروبية 2019 السويد ضد إسبانيا 1015 تياجو ألكانتارا وكريستوفر أولسون

تياغو هو صانع ألعاب مبدع للغاية وموهوب تقنيًا، ويتمتع بمهارات ممتازة في المراوغة والتحكم في الكرة، مما يسمح له بالعمل بفعالية في دور اللعب العميق كلاعب خط وسط، على الرغم من أنه قادر أيضًا على اللعب في دور أكثر تقدمًا باعتباره لاعب هجومي. وقد اشتهر بتوزيعه الدقيق للكرة، حيث يمتلك تقنية تمرير رائعة ورؤية، وحافظ على معدل نجاح تمرير 90.2٪ طوال موسم 2016–17 في الدوري الألماني، وهو أعلى من أي لاعب آخر في ألمانيا.

## حياته الشخصية

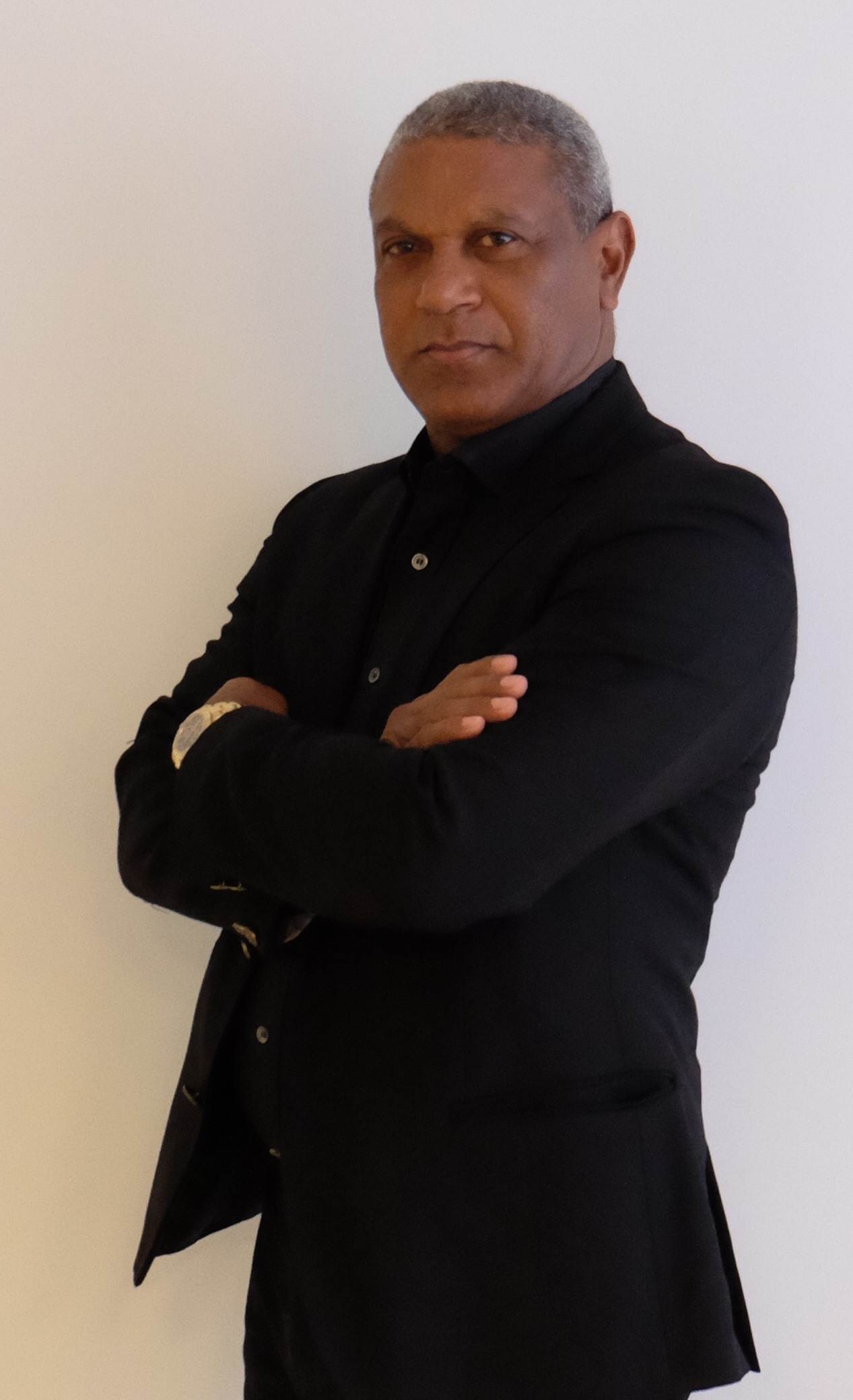
إيومار دو ناسيمنتو ميلو، برشلونة 2019

تياغو هو نجل لاعب كرة القدم البرازيلي السابق مازينهو الفائز بكأس العالم 1994. والدته، فاليريا ألكانتارا، كانت لاعبة كرة طائرة سابقة. يلعب شقيقه الأصغر رافينيا مع سيلتا فيغو والمنتخب البرازيلي. رودريغو، الذي يلعب أيضًا مع إسبانيا، يعد صديق العمر لتياغو وليس ابن عمه كما يُشاع.
في 27 يونيو 2015، تزوج صديقته، جوليا فيجاس، في حفل أقيم في سانت كليمنت دي بيرالتا في كتالونيا، إسبانيا.

## الإحصائيات

### النادي
آخر تحديث 18 سبتمبر 2020.
| النادي      | الموسم   | الدوري                            | الدوري | الدوري  | الكأس  | الكأس   | كأس الرابطة | كأس الرابطة | قاري   | قاري    | أخرى   | أخرى    | المجموع | المجموع | م.              |
| النادي      | الموسم   | الدرجة                            | الظهور | الأهداف | الظهور | الأهداف | الظهور      | الأهداف     | الظهور | الأهداف | الظهور | الأهداف | الظهور  | الأهداف | م.              |
| ----------- | -------- | --------------------------------- | ------ | ------- | ------ | ------- | ----------- | ----------- | ------ | ------- | ------ | ------- | ------- | ------- | --------------- |
| برشلونة ب   | 2007–08  | الدوري الإسباني الدرجة الثالثة    | 5      | 0       | —      | —       | —           | —           | —      | —       | —      | —       | 5       | 0       |                 |
| برشلونة ب   | 2008–09  | الدوري الإسباني الدرجة الثانية بي | 25     | 0       | —      | —       | —           | —           | —      | —       | —      | —       | 25      | 0       |                 |
| برشلونة ب   | 2009–10  | الدوري الإسباني الدرجة الثانية بي | 13     | 2       | —      | —       | —           | —           | —      | —       | 5      | 1       | 18      | 3       |                 |
| برشلونة ب   | 2010–11  | دوري الدرجة الثانية الإسباني      | 11     | 0       | —      | —       | —           | —           | —      | —       | —      | —       | 11      | 0       | [ 11 ]          |
| برشلونة ب   | المجموع  | المجموع                           | 54     | 2       | —      | —       | —           | —           | —      | —       | 5      | 1       | 59      | 3       | —               |
| برشلونة     | 2008–09  | الدوري الإسباني                   | 1      | 0       | 0      | 0       | —           | —           | 0      | 0       | 0      | 0       | 1       | 0       | [ 11 ]          |
| برشلونة     | 2009–10  | الدوري الإسباني                   | 1      | 1       | 1      | 0       | —           | —           | 0      | 0       | 0      | 0       | 2       | 1       | [ 11 ]          |
| برشلونة     | 2010–11  | الدوري الإسباني                   | 12     | 2       | 3      | 1       | —           | —           | 1      | 0       | 1      | 0       | 17      | 3       | [ 11 ]          |
| برشلونة     | 2011–12  | الدوري الإسباني                   | 27     | 2       | 8      | 2       | —           | —           | 7      | 0       | 3      | 0       | 45      | 4       | [ 11 ]          |
| برشلونة     | 2012–13  | الدوري الإسباني                   | 27     | 2       | 7      | 1       | —           | —           | 2      | 0       | 0      | 0       | 36      | 3       | [ 11 ]          |
| برشلونة     | المجموع  | المجموع                           | 68     | 7       | 19     | 4       | —           | —           | 10     | 0       | 4      | 0       | 101     | 11      | —               |
| بايرن ميونخ | 2013–14  | الدوري الألماني                   | 16     | 2       | 2      | 0       | —           | —           | 4      | 0       | 3      | 1       | 25      | 3       | [ 11 ] [ 30 ]   |
| بايرن ميونخ | 2014–15  | الدوري الألماني                   | 7      | 0       | 2      | 0       | —           | —           | 4      | 2       | 0      | 0       | 13      | 2       | [ 36 ]          |
| بايرن ميونخ | 2015–16  | الدوري الألماني                   | 27     | 2       | 5      | 1       | —           | —           | 9      | 1       | 1      | 0       | 42      | 4       | [ 11 ] [ 42 ]   |
| بايرن ميونخ | 2016–17  | الدوري الألماني                   | 27     | 6       | 4      | 1       | —           | —           | 9      | 2       | 1      | 0       | 41      | 9       | [ 11 ] [ 49 ]   |
| بايرن ميونخ | 2017–18  | الدوري الألماني                   | 19     | 2       | 3      | 2       | —           | —           | 10     | 3       | 0      | 0       | 32      | 7       | [ 58 ] [ 99 ]   |
| بايرن ميونخ | 2018–19  | الدوري الألماني                   | 30     | 2       | 6      | 0       | —           | —           | 5      | 0       | 1      | 1       | 42      | 3       | [ 59 ] [ 100 ]  |
| بايرن ميونخ | 2019–20  | الدوري الألماني                   | 24     | 3       | 5      | 0       | —           | —           | 10     | 0       | 1      | 0       | 40      | 3       | [ 101 ] [ 102 ] |
| بايرن ميونخ | المجموع  | المجموع                           | 150    | 17      | 27     | 4       | —           | —           | 51     | 8       | 7      | 2       | 235     | 31      | —               |
| ليفربول     | 2020–21  | الدوري الإنجليزي                  | 0      | 0       | 0      | 0       | 0           | 0           | 0      | 0       | 0      | 0       | 0       | 0       | [ 11 ]          |
| الإجمالي    | الإجمالي | الإجمالي                          | 277    | 26      | 48     | 8       | 0           | 0           | 61     | 8       | 11     | 3       | 395     | 45      | —               |

1. ↑  المباريات في كأس ملك إسبانيا وكأس ألمانيا
2. ↑  المباريات في تصفيات دوري الدرجة الثانية ب.
3. 1 2 3 4 5 6 7 8 9 10  المباريات في دوري أبطال أوروبا
4. ↑  المباريات في كأس السوبر الإسباني
5. ↑  المباريات في كأس السوبر الإسباني وكأس العالم للأندية
6. ↑  المباريات في كأس السوبر الألماني وكأس العالم للأندية
7. 1 2 3 4  المباريات في كأس السوبر الألماني

### المنتخب
آخر تحديث 8 سبتمبر 2020.
| المنتخب الوطني | العام   | الظهور | الأهداف |
| -------------- | ------- | ------ | ------- |
| إسبانيا        | 2011    | 3      | 0       |
| إسبانيا        | 2012    | 0      | 0       |
| إسبانيا        | 2013    | 1      | 0       |
| إسبانيا        | 2014    | 1      | 0       |
| إسبانيا        | 2015    | 2      | 0       |
| إسبانيا        | 2016    | 11     | 0       |
| إسبانيا        | 2017    | 7      | 1       |
| إسبانيا        | 2018    | 9      | 1       |
| إسبانيا        | 2019    | 3      | 0       |
| إسبانيا        | 2020    | 2      | 0       |
| المجموع        | المجموع | 39     | 2       |

### الأهداف الدولية
قائمة الأهداف والنتائج مع منتخب إسبانيا الأول.
| #  | التاريخ       | المكان                               | الخصم     | الهدف | النتيجة | المسابقة               |
| -- | ------------- | ------------------------------------ | --------- | ----- | ------- | ---------------------- |
| 1. | 6 أكتوبر 2017 | ملعب خوسيه ريكو بيريز، لقنت، إسبانيا | ألبانيا   | 3–0   | 3–0     | تصفيات كأس العالم 2018 |
| 2. | 27 مارس 2018  | ملعب ميتروبوليتانو، مدريد، إسبانيا   | الأرجنتين | 4–1   | 6–1     | ودية                   |

## الإنجازات

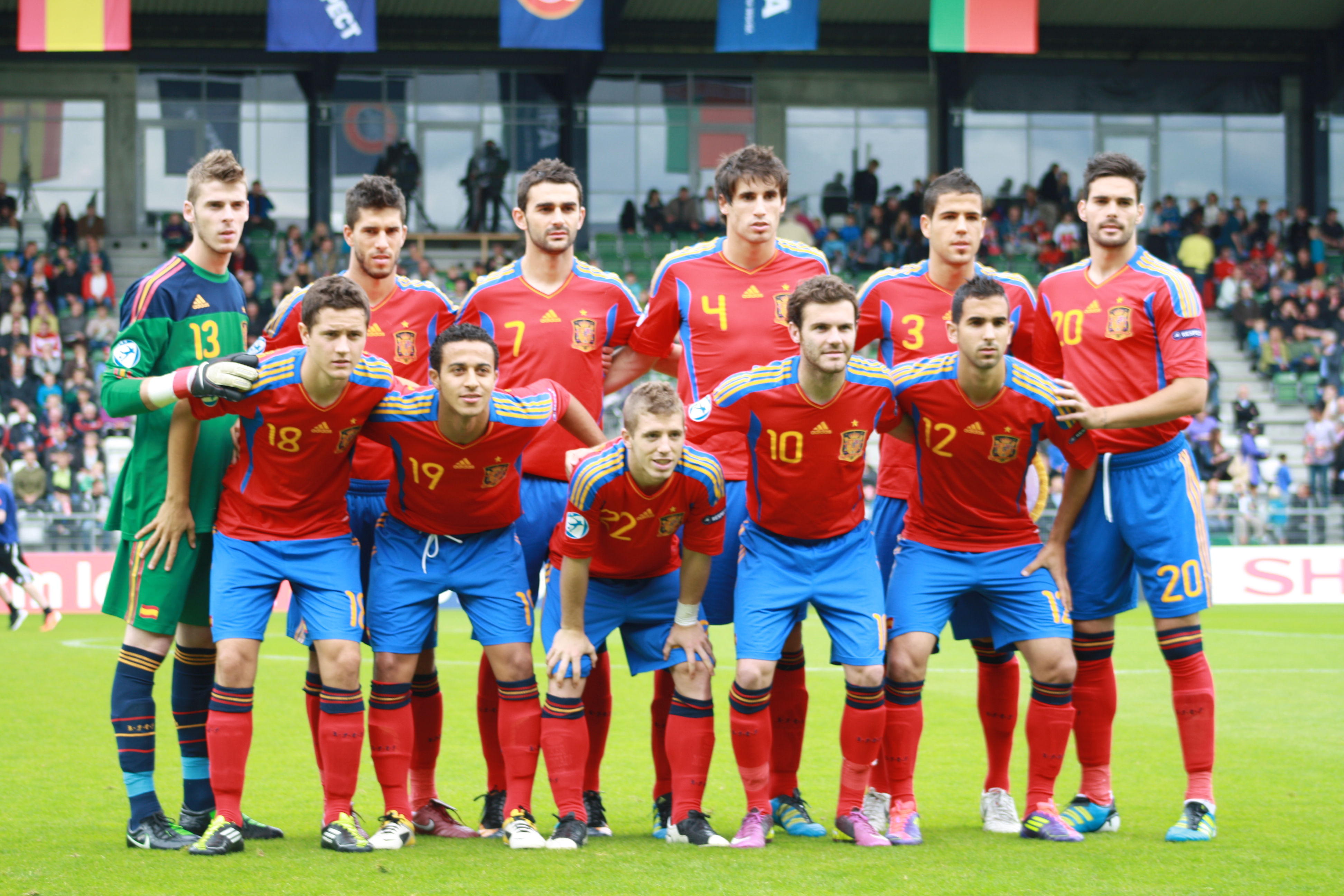
تياغو (رقم 19) يصطف مع الفريق الإسباني الذي فاز ببطولة أوروبا تحت 21 سنة 2011

### النادي
برشلونة
- الدوري الإسباني: 2010–11، 2012–13[104]
- كأس ملك إسبانيا: 2011–12
- كأس السوبر الإسباني: 2010، 2011
- دوري أبطال أوروبا: 2010–11
- كأس السوبر الأوروبي: 2011
- كأس العالم للأندية: 2011

بايرن ميونخ
- الدوري الألماني: 2013–14، 2014–15، 2015–16، 2016–17، 2017–18، 2018–19، 2019–20
- كأس ألمانيا: 2013–14، 2015–16، 2018–19، 2019–20
- كأس السوبر الألماني: 2016، 2017، 2018
- دوري أبطال أوروبا: 2019–20[105]
- كأس العالم للأندية: 2013
- ليفربول
- كأس الاتحاد الانجليزي2021-2022،
- كأس الرابطة 2021-2022، 2023-2024
- الدرع الخيرية الانجليزية 2022..

### المنتخب
شباب إسبانيا
- بطولة أوروبا تحت 17 سنة: 2008
- بطولة أمم أوروبا تحت 21 سنة: 2011، 2013

### الفردية
- اللاعب الذهبي في بطولة أمم أوروبا تحت 21 سنة: 2013[106]
- الحذاء الفضي في بطولة أمم أوروبا تحت 21 سنة: 2013[107]
- فريق بطولة أمم أوروبا تحت 21 سنة: 2013[106]
- هدف الشهر في ألمانيا: يناير 2014[108]
- فيفبرو الفريق الخامس: 2015، 2017[109][110]
- فريق الموسم في الدوري الألماني: 2016–17[111]
- فريق العام من قبل وسائل الإعلام الرياضية الأوروبية: 2016–17[112]

## وصلات خارجية
- تياغو ألكانتارا على موقع الاتحاد الدولي (مؤرشف)  (الإنجليزية)
- تياغو ألكانتارا على موقع الاتحاد الأوربي (الإنجليزية)
- تياغو ألكانتارا على موقع قاعدة بيانات كرة القدم.إي يو (الإنجليزية)
- تياغو ألكانتارا على موقع بيانات كرة القدم. دي إي (الألمانية)
- تياغو ألكانتارا على موقع ليكيب (الفرنسية)
- تياغو ألكانتارا على موقع ناشيونال فوتبول تيمز (الإنجليزية)
- تياغو ألكانتارا على موقع Soccerbase.com (لاعب) (الإنجليزية)
- تياغو ألكانتارا على موقع Soccerway.com (الإنجليزية)
- تياغو ألكانتارا على موقع عالم كرة القدم.نت (الإنجليزية)
- تياغو ألكانتارا على موقع AS.com (الإسبانية)